# Ingrid de Jong-van den Heuvel
Ingrid de Jong-van den Heuvel (Zutphen, 1947) is een Nederlands politicus van de VVD.
Ze heeft gewerkt als fotolaborante maar is ook werkzaam geweest in de ICT-sector en als voedingsadviseur. In 1990 werd ze gemeenteraadslid in Vught en van 1994 tot 2002 was ze daar wethouder. In februari 2003 volgde haar benoeming tot burgemeester van Reusel-De Mierden. Na afloop van haar eerste termijn van 6 jaar gaf de toen 62-jarige De Jong-van den Heuvel aan geen tweede termijn te ambiëren omdat ze meer tijd wilde om met haar familie door te brengen.